# Ana de Prusia
Ana de Prusia (Königsberg, 3 de julio de 1576-Berlín, 30 de agosto de 1625) fue una noble alemana miembro de la poderosa familia Hohenzollern. Era hija del duque Alberto Federico de Prusia y de María Leonor de Cléveris; ésta era hija a su vez del duque Guillermo V el Rico de Jülich-Cléveris-Berg y de la archiduquesa austriaca María de Habsburgo-Jagellón.

## Biografía
El 30 de octubre de 1594, Ana se casó con el futuro elector Juan Segismundo I de Brandeburgo. Antes del matrimonio, su suegra, Catalina de Brandeburgo-Küstrin, señaló que Ana no era hermosa, pero el matrimonio fue arreglado con el fin de asegurar la incorporación del Ducado de Prusia en el Electorado de Brandeburgo a través de Ana, cuyo padre no tenía ningún heredero varón sobreviviente. Este fue un enlace político de importancia excepcional, ya que Ana no era únicamente heredera de Prusia, sino también la heredera esperada de Jülich-Cléveris-Berg, Mark, y Ravensberg.
Ana fue descrita intelectualmente superior a su esposo, temperamental y de carácter fuerte. Según se informa incluso habría arrojado platos y vasos a su marido durante sus discusiones. Ella por su cuenta luchó para asegurar sus derechos de sucesión a diversos feudos y manejaba las negociaciones con sus competidores. En 1612, ella puso sus demandas ante el emperador. Después de la conversión de su esposo al calvinismo, Ana se convirtió en la protectora y portavoz de los luteranos. Ella siguió desempeñando un papel importante durante el reinado de su hijo. Se opuso a los Habsburgo y fijó el matrimonio de su hija, María Leonor, con el rey Gustavo II Adolfo de Suecia contra la voluntad de su hija en 1620.
De su matrimonio nacieron 8 hijos:
- Jorge Guillermo I (1595-1640), sucesor de su padre.
- Ana Sofía (1598-1659), casada con el duque Federico Ulrico de Brunswick-Wolfenbüttel.
- María Leonor (1599-1655), casada con el rey Gustavo II Adolfo de Suecia. Fue la madre de la reina Cristina de Suecia.
- Catalina (1602-1644), casada con Gabriel Bethlen, príncipe de Transilvania.
- Joaquín Segismundo (1603-1625).
- Inés (1606-1607).
- Juan Federico (1607-1608).
- Alberto Cristián (1609).

Luterana, en 1613, Ana se convirtió al calvinismo.